# Neurotmeta sponsa
Neurotmeta sponsa är en insektsart som först beskrevs av Gutrin-mtneville 1856.  Neurotmeta sponsa ingår i släktet Neurotmeta och familjen Tropiduchidae. Inga underarter finns listade i Catalogue of Life.